# Istituto Landau di Fisica Teorica

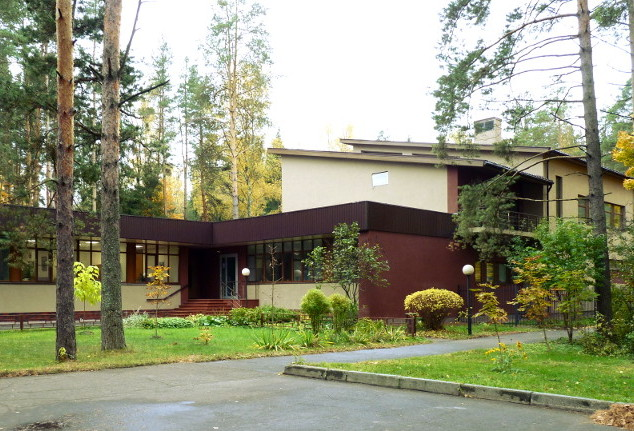
Sede dell'istituto

L'Istituto Landau di Fisica Teorica dell'Accademia russa delle scienze è un istituto di ricerca, situato nella piccola città di Černogolovka nei pressi di Mosca. I settori principali di ricerca sono:
- Fisica della materia condensata
- Teoria quantistica dei campi
- Fisica nucleare e delle particelle elementari
- Fisica computazionale
- Dinamica non-lineare
- Fisica matematica

## Membri importanti
L'istituto fu guidato fino al 1992 da Isaak Markovič Chalatnikov, poi sostituito da Vladimir Evgen'evič Zacharov. Molti i prominenti scienziati membri dell'istituto, fisici e matematici, tra cui il premio Nobel Aleksej Alekseevič Abrikosov, Lev Petrovič Gor'kov, Anatolij Ivanovič Larkin, Arkadij Bejnusovič Migdal, Sergej Petrovič Novikov, Aleksandr Markovič Poljakov, Valerij Leonidovič Pokrovskij e Jakov Grigor'evič Sinaj.